# Bruce Davis
Bruce Davis (* 5. října 1942 Monroe, Louisiana) je Američan, který byl členem Mansonovy rodiny. Byl označován za Mansonovu pravou ruku.
Narodil se v Louisianě a po dobu tří let studoval na Tennesseeské univerzitě. Počátkem šedesátých let se usadil v Kalifornii. V červenci 1969 byl u toho, když Manson uřízl ucho Garymu Hinmanovi. Později, v srpnu toho roku, byl přítomen u vraždy Donalda Shei. V dubnu 1970 byl obviněn z podílu na Hinmanově vraždě a několik měsíců se skrýval. V prosinci 1970 se skrývat přestal. V roce 1972 byl odsouzen za dvě vraždy prvního stupně (Hinman a Shea), spiknutí za účelem vraždy a loupež. Jelikož Kalifornie nedlouho předtím zrušila trest smrti, byl odsouzen na doživotí. Do vězení nastoupil 21. dubna 1972. Později se stal kazatelem ve vězeňské kapli. Později několikrát žádal o propuštění.